# Saint-Amand-Longpré
Saint-Amand-Longpré település Franciaországban, Loir-et-Cher megyében. Lakosainak száma 1214 fő (2022. január 1.). Saint-Amand-Longpré Ambloy, Authon, Gombergean, Huisseau-en-Beauce, Lancé, Nourray, Prunay-Cassereau, Saint-Gourgon és Villechauve községekkel határos.

## Népesség
A település népessége az elmúlt években az alábbi módon változott:
| Lakosok száma | 940  | 1009 | 949  | 1145 | 1234 | 1232 | 1224 | 1204 | 1205 | 1214 |
|               | 1968 | 1982 | 1990 | 2006 | 2013 | 2015 | 2017 | 2019 | 2020 | 2022 |